# Hoa tím Sumatra
Hoa tím Sumatra (danh pháp khoa học: Viola sumatrana) là một loài thực vật có hoa trong họ Hoa tím. Loài này được Miq. miêu tả khoa học đầu tiên năm 1861.